# Jazz-Club Koblenz

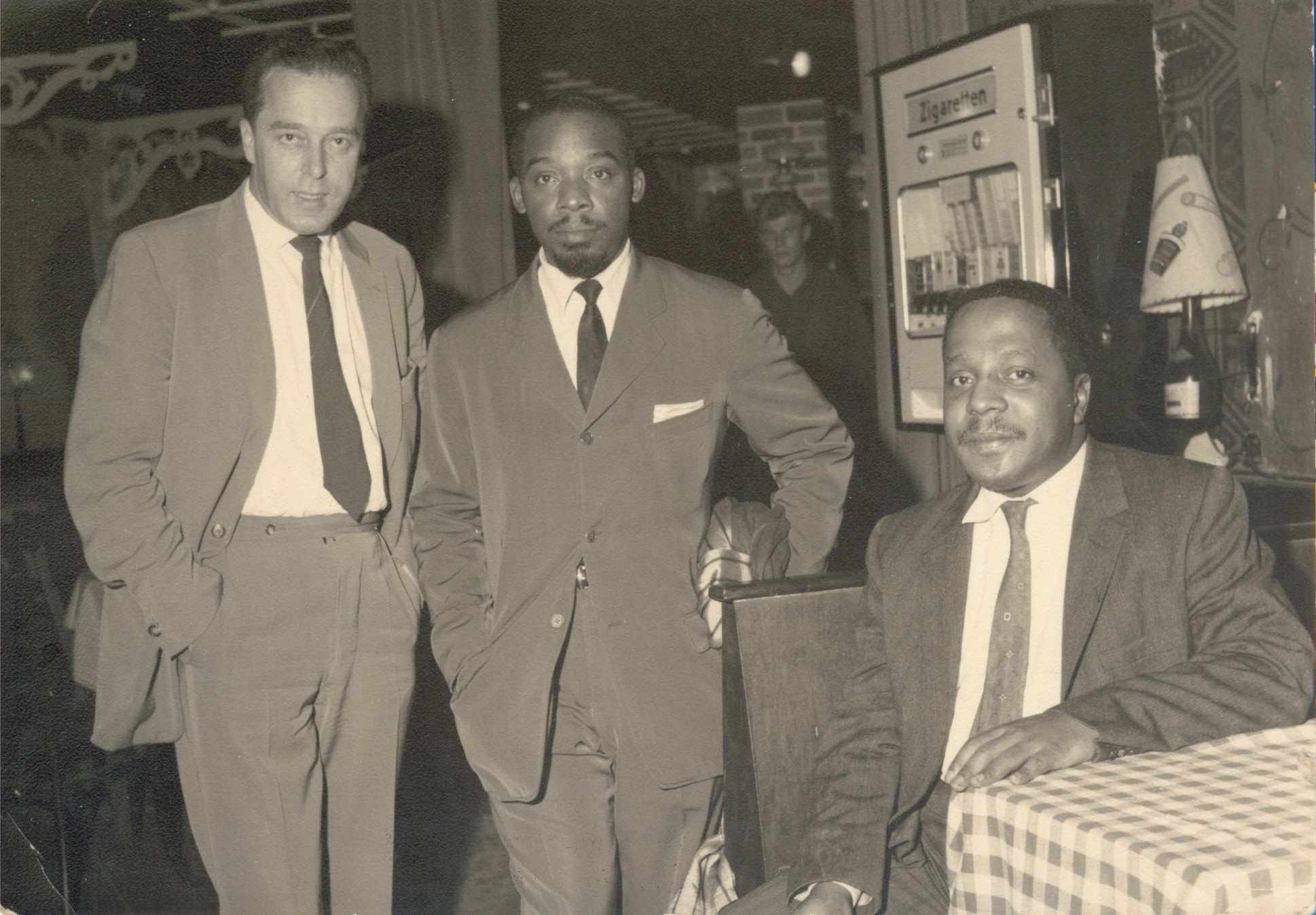
Der Gründer des Jazz-Club Koblenz, Hans Rossbach (links), mit den Jazzmusikern Kenny Clark und Bud Powell, circa 1960.

Der Jazz-Club Koblenz ist ein Jazzclub in Koblenz. Der Klub war der erste seiner Art in Rheinland-Pfalz. Seit den 1980er-Jahren veranstaltet der Jazz-Club seine Konzerte überwiegend im Café Hahn.

## Geschichte

### Anfänge
Der Jazz-Club Koblenz wurde am 1. Dezember 1950 unter dem Namen „Club zur Förderung progressiver Musik“ von Hans Rossbach gegründet. Zunächst war der Klub ein loser Zusammenschluss Koblenzer Musikfreunde, die sich der Pflege der Jazzmusik annahmen. Die ersten Konzerte wurden im Saal des katholischen Lesevereins veranstaltet (heute: Görreshaus).
Gemeinsam mit dem Amerika-Haus auf dem damaligen Zentralplatz in Koblenz machte es sich der Klub zur Aufgabe, Vorurteile gegenüber der Jazzmusik auszuräumen und für deren Anerkennung zu werben. In über 300 Konzerten, abendfüllenden Referaten und Vortragsreihen warb Gründer Hans Rossbach bis Anfang der 1970er-Jahre auch über Koblenz hinaus um Verständnis für die Jazzmusik. Dabei besuchte er Amerika-Häuser, Volksbildungsstätten sowie Akademien und hielt Gastvorträge an Gymnasien.
In Koblenz wurden neben laufenden Konzerten jährliche Amateur-Festivals mit über 70 Ensembles ausgetragen, um den Nachwuchs zu fördern. Manche Teilnehmer wurden später renommierte Jazzsolisten.

### Neugründung
1978 wurde der Klub als eingetragener Verein neu gegründet. Damals hatte der Verein 46 Mitglieder. Leiter blieb Hans Rossbach, der das Amt des 1. Vorsitzenden bis 1996 ausübte. Ihm folgte bis 2009 Frank Thierauf. Seitdem leitet Günther Schmitz den Verein. Heute hat der Klub über 250 Mitglieder.
Die ersten Konzerte im Anschluss an die Neugründung fanden in der Diskothek Dreams in der Schanzenforte statt.

## Gäste
Im Jazz-Club gastierten bis zur Neugründung 1978 unter anderem die Edelhagen Allstars, Albert Mangelsdorff, Klaus Doldinger, Oscar Peterson (in drei Konzerten) und Dave Pike.
Auch nach der Neugründung traten bei Konzerten des Jazz-Clubs international bekannte Jazzmusiker auf, unter anderem Elvin Jones Quintet (1978), Chet Baker Quartet (1978), Barney Kessel Trio (1979), Max Roach Quartet (1979), Art Blakey and the Jazzmessengers (1979), Bill Evans Trio (1979), Old Friends: Doldinger, Weber, Dauner, Mangelsdorff, Schoof, Haffner (2000),  Freddie Hubbard & The New Composers Orchestra (2002), Carla Bley – Steve Swallow Quartet (2003), Roy Hargrove & RH Factor (2004), Nils Landgren Funk Unit (2004), Joe Zawinul & WDR Bigband (2006), Vijay Iyer Trio (2011),  Arild Andersen Trio (2015), Martin Tingvall (2015), Vincent Peirani & Émile Parisien (2016), Tord Gustavsen Trio (2018), Joachim Kühn (2019) sowie Dominic Miller Quintet (2020).